# Remontedepot Bärenklau

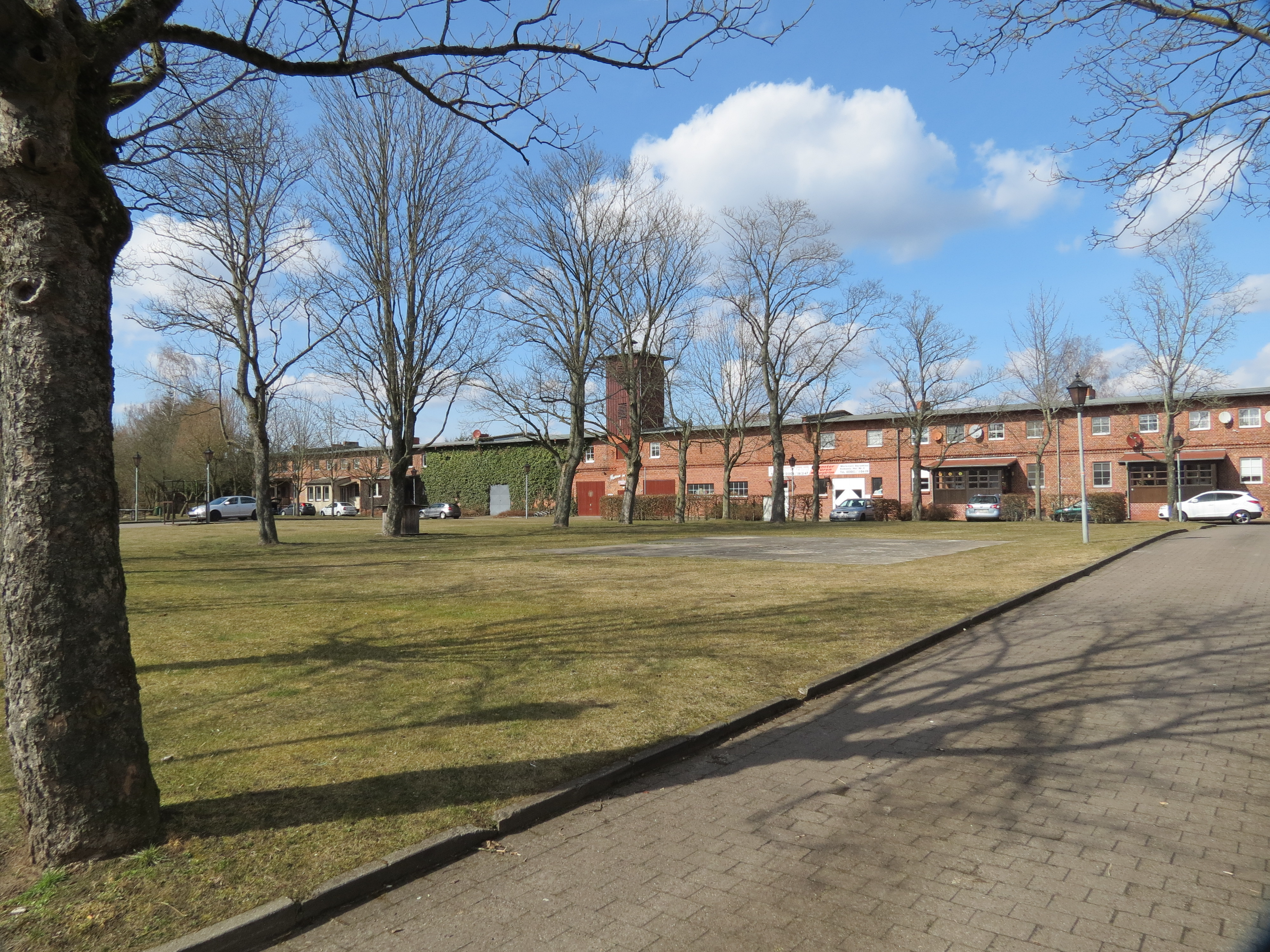
Innenhof des früheren Remontedepots Bärenklau, ehemalige Stallgebäude

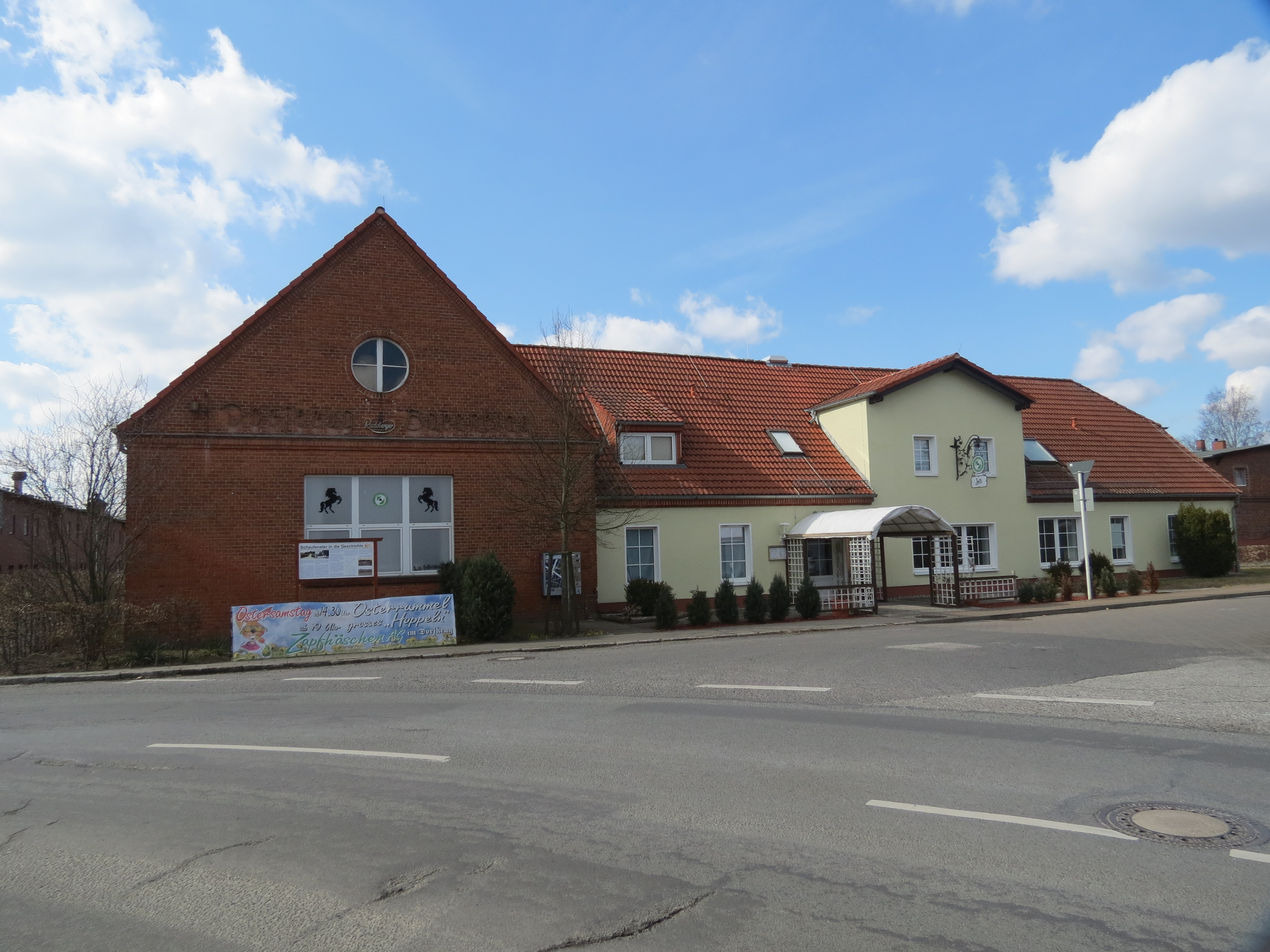
Früheres Haupt- und Verwaltungsgebäude des Remontedepot Bärenklau, später Dorfkrug

Das Remontedepot Bärenklau war eine königlich-preußische Militäreinrichtung und Verwaltungseinheit mit Sitz in Bärenklau (heute ein Ortsteil der Gemeinde Oberkrämer im Landkreis Oberhavel, Brandenburg). Hauptaufgabe der 18 preußischen Remontedepots (1905) war die Ausbildung von Pferden für die verschiedenen Verwendungen in der Armee. Die königlich-preußischen Remontedepots nahmen anfangs aber auch die Verwaltung und die Polizeiaufgaben in den zugehörigen Vorwerken wahr.

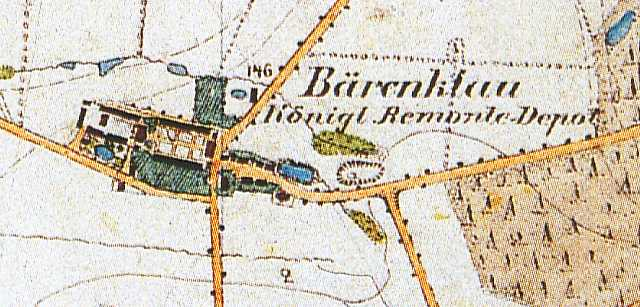
Remontedepot Bärenklau, Oberkrämer, Lkr. Oberhavel, Brandenburg. Ausschnitt aus dem Urmesstischblatt 3244 Kremmen von 1868

## Geschichte
Remonten sind drei- bis vierjährige Pferde, die als Ersatz für ausgediente Armeepferde in sog. Remontedepots untergebracht und für ihre Aufgaben in der Armee ausgebildet wurden. Die Remonte-Depots hatten die Aufgabe, die für die Armee angekauften jungen Pferde bis zu deren Abgabe an die Truppen in Pflege zu nehmen und sie auszubilden. Das erste Remontedepot in Preußen wurde 1821 in Neuhof (heute Nowielice) bei Treptow an der Rega (heute Trzebiatów in der Woiwodschaft Westpommern, Polen) eingerichtet. 1888 hatte Preußen 15 Remontedepots mit ca. 7300 Pferden. 1905 waren es 18 Remontedepots mit 9550 Pferden. Die meisten Remontedepots der preußischen Armee lagen in Ost- und Westpreußen, wo man die Pferdezucht in großem Stil betrieb.
Auf dem Gebiet des heutigen Brandenburg gab es insgesamt drei Remontedepots, neben Bärenklau das Remontedepot Friedrichsaue und das Remontedepot Kienitz. Davon wurden zwei Depots bis 1832/3 wieder geschlossen, so dass Bärenklau ab 1833 die einzige derartige Einrichtung in Brandenburg war. 1824 war das erste Remontedepot in der damaligen Provinz Brandenburg bei Havelberg (heute im Land Sachsen-Anhalt) eingerichtet worden. Das Remontedepot Havelberg wurde 1832 wegen der häufigen Überschwemmungen der Pferdeweiden wieder aufgelöst.
Nach einer Mitteilung im Amtsblatt der Königlichen Regierung zu Potsdam und der Stadt Berlin vom 27. Juli 1832 schied der Oberamtmann Kienitz in diesem Jahr aus der Generalpacht der Ämter Oranienburg und Vehlefanz aus. Das Amt Vehlefanz wurde aufgelöst und die Polizei- und Verwaltungsaufgaben dem Amt Oranienburg übertragen.
Das Auslaufen des Pachtvertrages für das Amt Vehlefanz und die Auflösung dieses Amtes nutzte das preußische Kriegsministerium und pachtete 1832 einige Vorwerke, Wiesen und  Forstreviere vom Domänenamt Oranienburg und wandelte sie zu einem Remontedepot, mit Sitz in Bärenklau um. Das Remontedepot Bärenklau wurde vom Königlichen Kriegsministerium für zunächst 530 Remonten eingerichtet, um 1910 nahm es 700 Remonten auf. Zum Remontedepot Bärenklau gehörten (Stand 1843):
- Brieselang (heute Gemeinde im Landkreis Havelland). Nur die Meierei gehörte zum Remontedepot Bärenklau.[6] Das Dorf wurde bis 1832 vom Amt Vehlefanz, nach dessen Auflösung vom Amt Spandau verwaltet.
- Klein-Ziethen (1817: Amtsvorwerk und Gut) (heute ein Wohnplatz im Ortsteil Neu-Vehlefanz der Gemeinde Oberkrämer). Das Vorwerk einschließlich der Ziegelei wurden von 1832 bis 1872 vom Remontedepot Bärenklau verwaltet.
- Leegebruch. 1833 wurde hier von der Remontedepot-Administration ein Vorwerk angelegt und eine Unterförsterei eingerichtet.
- Vehlefanz (1817: Dorf und Amtssitz) (heute ein Ortsteil der Gemeinde Oberkrämer). 1832 wurde das Vorwerk der Administration des Remontedepot Bärenklau übergeben.
- Wendemark. Das Vorwerk wurde vor 1816 auf dem Gebiet des Amtes Oranienburg angelegt. Es kam bereits 1832 zum Remontedepot Bärenklau.
- Wolfslake. Hier gehörten die Schäferei und der Krug zum Remontedepot Bärenklau.[7][6]

Laut dem am 25. Januar 1832 geschlossenen Vertrag zwischen dem Kriegsministerium und dem Amt Oranienburg wurde das Remontedepot völlig aus der Verwaltung des Amtes herausgenommen und der Administration des Remontedepots übertragen. Jedoch durften Veränderungen in der Substanz nur durch Königliche Genehmigung ausgeführt werden. Für die Überlassung dieser Ländereien auf unbestimmte Zeit entrichtete das Kriegsministerium ab „Trinitatis 1832“ (= 17. Juni 1832) dem Amt Oranienburg 5541 Taler Pacht. Das Remontedepot Bärenklau wurde 1921 geschlossen und die Güter wurden aufgesiedelt.

### Administratoren
- (1835)–1844 Ferdinand Kosmack, wurde mit Wirkung vom 18. Dezember 1835 zum Oberamtmann ernannt,[8][9][10][11]
- 1844–1849 Mück, Oberamtmann[11]
- 1849 Bütow[12]
- 1851 Bütow[13]
- 1875 Bütow
- 1885 Fleischer, Oberamtmann
- 1891–1908 Zech, Oberamtmann
- 1908 Freese auf Probe
- 1912 Freese[14]